# Roman Stankiewicz (aktor)

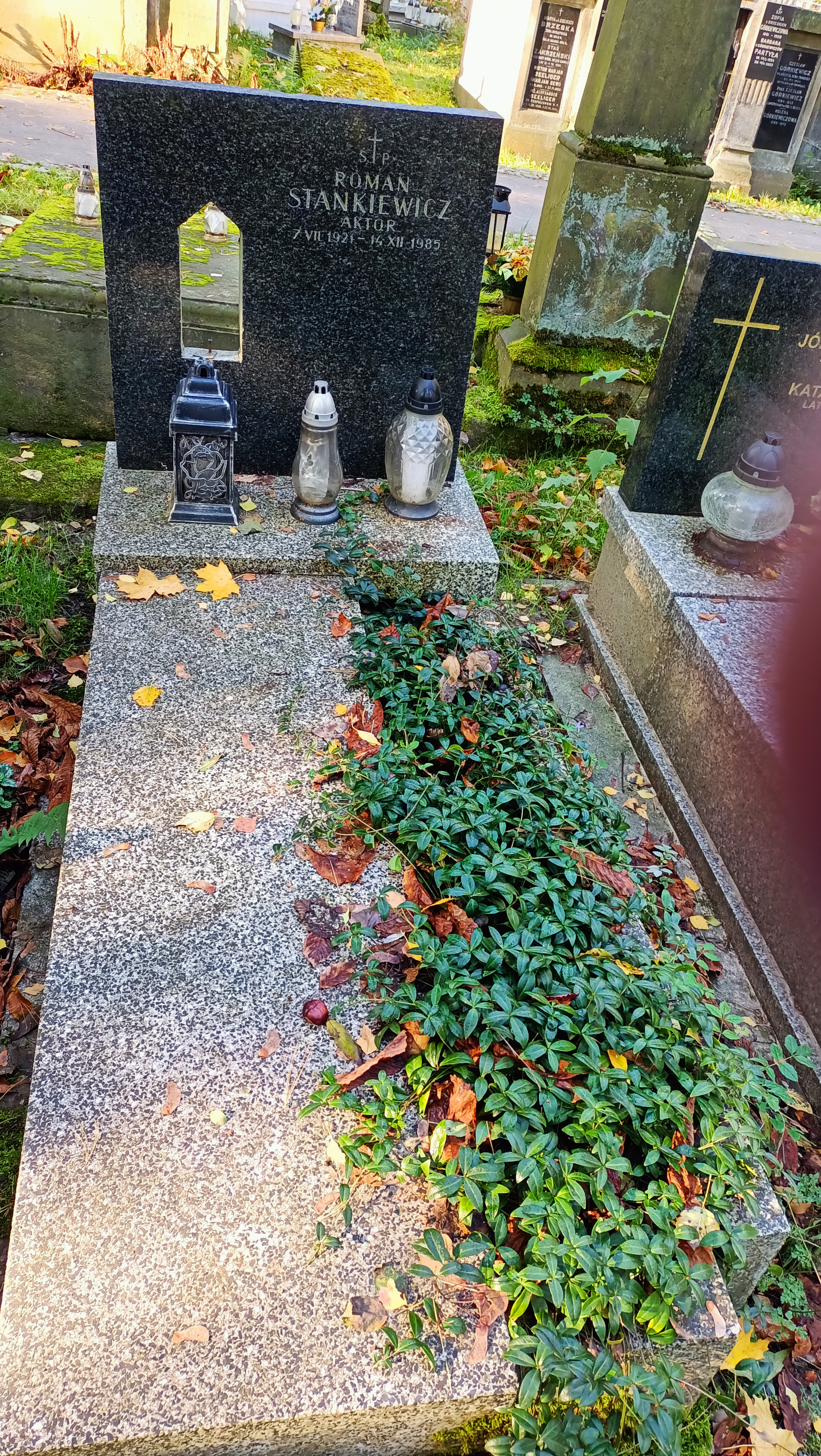
Grób na cmentarzu Rakowickim w Krakowie

Roman Stankiewicz (ur. 7 lipca 1921 w Krakowie, zm. 14 grudnia 1985 tamże) – polski aktor teatralny i filmowy, pedagog.

## Życiorys
W czasie II wojny światowej był studentem polonistyki na tajnym Wydziale Humanistycznym Uniwersytetu Jagiellońskiego w Krakowie. Po wojnie, w 1945 uczęszczał do Studium Dramatycznego Iwo Galla, a w 1946 zdał aktorski egzamin eksternistyczny. Kontynuował również studia polonistyczne, które ukończył w 1947.
Zadebiutował 20 listopada 1946 na deskach Teatru Wybrzeże w Gdańsku rolą ojca w Homerze i Orchidei Tadeusza Gajcego.
Występował na scenach Teatru Wybrzeże w Gdańsku (1946–1949), Teatru im. Stefana Jaracza w Łodzi (1949–1955), Teatru im. Juliusza Słowackiego w Krakowie (1955–1972) i Starego Teatru im. Heleny Modrzejewskiej w Krakowie (1972–1985). W latach 1957–1985 był wykładowcą Państwowej Wyższej Szkoły Teatralnej im. Ludwika Solskiego w Krakowie.
Występował również w Teatrze Telewizji, m.in. w spektaklach: Wassa Żeleznowa Maksima Gorkiego w reż. Ireny Wollen (1972), Gracze Nikołaja Gogola w reż. Bogdana Hussakowskiego (1973), Czajka Antona Czechowa w reż. Ireny Wollen (1975), Matka Witkacego w reż. Jerzego Jarockiego (1976), Zawisza Czarny Juliusza Słowackiego w reż. Jerzego Golińskiego (1977) oraz w roli pułkownika Siadołkiewicza w Epilogu Macieja Wojtyszki (1979), w roli Guślarza w Dziadach Adama Mickiewicza w reż. Konrada Swinarskiego (1983) i w roli pułkownika Morawskiego w Polskim listopadzie Franciszka Ziejki w reż. Stanisława Zajączkowskiego (1983).
Zmarł 14 grudnia 1985 w Krakowie i został pochowany na cmentarzu Rakowickim (kwatera M 1, 47).

## Filmografia (wybór)
- Jadą goście jadą... (1962) – sołtys Orawki
- Godzina pąsowej róży (1963) – Adam, ojciec Ani i Ewy
- Ubranie prawie nowe (1963) – wójt
- Stawka większa niż życie (serial telewizyjny, 1968) – kapitan w kantynie, który "wolałby być potrzebny w miejscu bardziej oddalonym od bolszewików" (odc. 10. W imieniu Rzeczypospolitej)
- Strach (1975) – Roman Pilarek, zastępca dyrektora Przedsiębiorstwa Budowlanego
- Polskie drogi (serial telewizyjny, 1976) – Jan Karol Zygadlewicz, profesor archeologii UJ (odc. 1. Misja specjalna i odc. 2. Obywatele GG)
- Amator (1979) – Czesław, uczestnik Festiwalu Filmów Amatorskich
- Córka albo syn (1979) – ojciec Piotra
- Pałac (1980) – ojciec Jakuba
- W biały dzień (1980) – sędzia na procesie "Koraba"
- Z biegiem lat, z biegiem dni... (serial telewizyjny, 1980) – wuj Janiny i Anieli (odc. 1. Kraków 1874, odc. 2. Kraków 1886 i odc. 3. Kraków 1898)
- Cień już niedaleko (1984) – inżynier Mazowiec

## Odznaczenia i nagrody
- Krzyż Kawalerski Orderu Odrodzenia Polski (1979)
- Złoty Krzyż Zasługi (1971)
- Nagroda na V Festiwalu Polskich Sztuk Współczesnych we Wrocławiu za rolę Ojca de Vos w Urzędzie według Tadeusza Brezy w reż. Władysława Krzemińskiego w Teatrze im. Juliusza Słowackiego w Krakowie (1964)
- Nagroda Komitetu do Spraw Radia i Telewizji za rolę profesora Wróbla w słuchowisku na podstawie powieści Jalu Kurka Kantata profesora Wróbla (1964)
- Nagroda Ministra Kultury i Sztuki II stopnia – trzykrotnie (1969, 1978 i 1982)
- Wyróżnienie I stopnia na XX Kaliskich Spotkaniach Teatralnych w Kaliszu za rolę Piotra Sorina w spektaklu Dziesięć portretów z Czajką w tle według Antona Czechowa w reż. Jerzego Grzegorzewskiego w Starym Teatrze im. Heleny Modrzejewskiej w Krakowie (1980)